# Korea Exchange
De Korea Exchange (KRX) is de enige effectenbeurs van Zuid-Korea. Het hoofdkantoor staat in Busan, maar veel activiteiten vinden plaats in Seoel.
De Korea Exchange is ontstaan in 2005 en is het resultaat van de fusie van de Korea Stock Exchange, Korea Futures Exchange en KOSDAQ Stock Market. De geschiedenis gaat terug tot 3 maart 1956 toen de Daehan Stock Exchange, de oudste voorloper van de Korea Stock Exchange (KSE), werd opgericht. Op 24 september 1979 werd KSE lid van de International Federation of Stock Exchanges (FIBV), tegenwoordig de World Federation of Exchanges (WFE). Op 3 januari 1992 werd de mogelijk geopend voor buitenlanders om direct op de Koreaanse beurs te beleggen. In 2007 kreeg het eerste buitenlandse bedrijf een notering op de beurs. 
Korea Exchange heeft ambitieuze groeiplannen. In 2010 was het de derde beurs van Azië en stond het op de 17e plaats van de grootste effectenbeurzen ter wereld met een marktkapitalisatie van 1.000 miljard dollar en bijna 800 beursgenoteerde bedrijven. Hiervan zijn er ongeveer 20 buitenlands waarvan de meeste afkomstig uit de Volksrepubliek China. In 2011 hielp Korea Exchange met het opzetten van effectenbeurzen in Laos en Cambodja en in beiden heeft Korea Exchange een groot minderheidsbelang.
Op werkdagen liggen de handelsuren tussen 8:00 in de ochtend tot 15:00 uur in de middag. 
De KOSPI Index is de belangrijkste aandelenindex van de effectenbeurs. De naam KOSPI is een afkorting voor Korea Stock Price Index.